# 豬籠草之夢
《豬籠草之夢》為乃南朝所著的日本小說，於《小說推理》的2006年6月號到2007年9月號中連載。
改編自該小說的連續劇自2017年8月5日起在「富士電視台週六連續劇」時段播出。由志田未来主演。 

## 簡介
純樸少女齊藤未芙由，在母離離世和父親再婚後頓時失去溫暖的家，於是在母親親戚鹿島田尚子的幫助下開始生活，歷經坎坷的未芙由，在東京開始像豬籠草一樣利用獵物的欲望來獲取屬於自己的幸福。

## 電視劇

### 登場人物

#### 主要人物
- 齊藤未芙由〈18〉- 志田未來

純樸少女齊藤未芙由，在母離離世和父親再婚後頓時失去溫暖的家
- 鹿島田尚子〈45〉- 大塚寧寧
- 福本仁美 - 國生小百合
- 吉岡啓介 - 松本利夫
- 鹿島田雄太郎 - 羽場裕一
- 鹿島田久子 - 松原智惠子

### 播出日程
| 集數 | 播出日期 | 標題 | 中文標題 | 編劇       | 監製       | 收視率 | 備註 |
| ---- | -------- | ---- | -------- | ---------- | ---------- | ------ | ---- |
| 1    | 8月5日   |      |          | 藤井清美   | 金子与志一 | 4%     |      |
| 2    | 8月12日  |      |          | 藤井清美   | 金子与志一 |        |      |
| 3    | 8月19日  |      |          | 中村由加里 | 石川勝己   |        |      |
| 4    | 8月26日  |      |          | 藤井清美   | 石川勝己   |        |      |
| 5    | 9月02日  |      |          | 藤井清美   | 金子与志一 |        |      |
| 6    | 9月17日  |      |          | 藤井清美   | 安食大輔   |        |      |
| 7    | 9月23日  |      |          | 中村由加里 | 石川勝己   |        |      |
| 8    | 9月30日  |      |          | 藤井清美   | 金子与志一 |        |      |